# فينيس أوكونيل
فينيس براد أوكونيل (بالإنجليزية:Finneas Baird O'Connel) (ولد في 30 يوليو 1997 في لوس أنجلوس، كاليفورنيا، الولايات المتحدة) المعروف ب فينيس (بالإنجليزية:Finneas) هو مغني، كاتب أغاني، منتج تسجيلات، وممثل أمريكي شهير. حصل على العديد من الجوائز والأوسمة، بما في ذلك 10 جوائز جرامي من بين 18 ترشيحًا. اشتهر بإنتاجه وكتابة الأغاني لأخته الصغرى بيلي إيليش، حيث فاز بجائزة "منتج العام" كأصغر فنان في فئة غير كلاسيكية، بالإضافة إلى جوائز مرموقة أخرى مثل "تسجيل العام" و"ألبوم العام".

## الترشيحات والجوائز
| الجوائز                       | الجوائز                  | السنوات | الفئة                         | النتيجة     | المصادر |
| ----------------------------- | ------------------------ | ------- | ----------------------------- | ----------- | ------- |
| جوائز أسكاب لأغاني البوب      | جوائز أسكاب لأغاني البوب | 2019    | جائزة أسكاب فانغارد           | فوز         | [ 10 ]  |
| جوائز أبل الموسيقية           |                          | 2019    | كاتب السنة                    | فوز         | [ 11 ]  |
| جوائز الجرامي                 |                          | 2020    | تسجيل السنة                   | فوز         | [ 12 ]  |
| جوائز الجرامي                 |                          | 2020    | أغنية السنة                   | فوز         | [ 12 ]  |
| جوائز الجرامي                 |                          | 2020    | ألبوم السنة                   | فوز         | [ 12 ]  |
| جوائز الجرامي                 |                          | 2020    | أفضل ألبوم هندسي، غير كلاسيكي | فوز         | [ 12 ]  |
| جوائز الجرامي                 |                          | 2020    | أفضل منتج أغاني غير كلاسيكي   | فوز         | [ 12 ]  |
| جوائز آي هارت راديو الموسيقية |                          | 2020    | منتج السنة                    | في الانتظار | [ 13 ]  |
| جوائز آي هارت راديو الموسيقية |                          | 2020    | كاتب السنة                    | في الانتظار | [ 13 ]  |

## وصلات خارجية
- فينيس أوكونيل على موقع IMDb (الإنجليزية)
- فينيس أوكونيل على موقع روتن توميتوز (الإنجليزية)
- فينيس أوكونيل على موقع ميوزك برينز (الإنجليزية)
- فينيس أوكونيل على موقع أول موفي (الإنجليزية)
- فينيس أوكونيل على موقع أول ميوزيك (الإنجليزية)
- فينيس أوكونيل على موقع ديسكوغز (الإنجليزية)
- فينيس أوكونيل على موقع ديسكوغز (الإنجليزية)
- فينيس أوكونيل على موقع قاعدة بيانات الفيلم (الإنجليزية)